# Голубці (Земетчинський район)
Голубці́ (рос. Голубцы) — селище у складі Земетчинського району Пензенської області, Росія.
Населення — 3 особи (2010; 15 у 2002).
Національний склад станом на 2002 рік:
- росіяни — 100 %